# Nagybár község
Nagybár község (románul: Comuna Baru) község Hunyad megyében, Romániában. Központja Nagybár, beosztott falvai Farkaspatak, Mezőlivádia, Petrosz.

## Népessége
A 2011-es népszámlálás adatai alapján a község népessége 2696 fő volt.